# Aeroportul Surigao
Aeroportul Surigao (IATA: SUG, ICAO: RPMS) este un aeroport din Surigao City⁠(d), Surigao del Norte⁠(d), Caraga⁠(d), Filipine ce deservește zona Surigao⁠(d). Aeroportul a fost tranzitat în 2022 de 37.583 de pasageri.
Situat la o altitudine de 6 m, aeroportul dispune de o singură pistă. Este operat de Civil Aviation Authority of the Philippines⁠(d).